# 長沼線
長沼線（ながぬません）は、ジェイ・アール北海道バスが運行する自動車路線である。日本国有鉄道自動車局（国鉄バス）、北海道旅客鉄道（JR北海道）直営を経て、2000年4月以降はジェイ・アール北海道バスの運行となっている。
札幌都市圏の路線のうち、主に北広島市・長沼町・南幌町の路線で、主に北広島営業所が担当する。2006年（平成18年）4月1日に各系統毎に名称設定が行われて以降、「長沼エリア」という呼称で案内されている。
本項では、国鉄バス、JR北海道直営時代を含む路線の歴史と、かつて周辺地域で運行されていた関連路線（長恵線、恵庭線）についても記述する。

## 概要
本路線の歴史は、1947年（昭和22年）に札幌と中央長沼を結ぶ路線として開設された長広線（ちょうこうせん）に端を発し、同時に北広島自動車区が開設されている。これは北海道における開拓輸送を強化すべく開設されたものである。その後1949年（昭和24年）までに旅客輸送についても開始、中央長沼と漁（いざり）を結ぶ長恵線（ちょうけいせん）が開通している。
1969年（昭和44年）には札幌都市圏の利用者増に対応するため、まず札幌自動車営業所から厚別自動車営業所が分割されたが、これが札幌都市圏における国鉄バスでは数少ない都市圏輸送の端緒となった。1982年には札幌市営地下鉄の開業に伴うダイヤ改正が実施され、輸送力はさらに増強された。国道274号経由で追分駅まで至る追分線については廃止され、長沼線は札幌都市圏輸送に特化した路線となった。

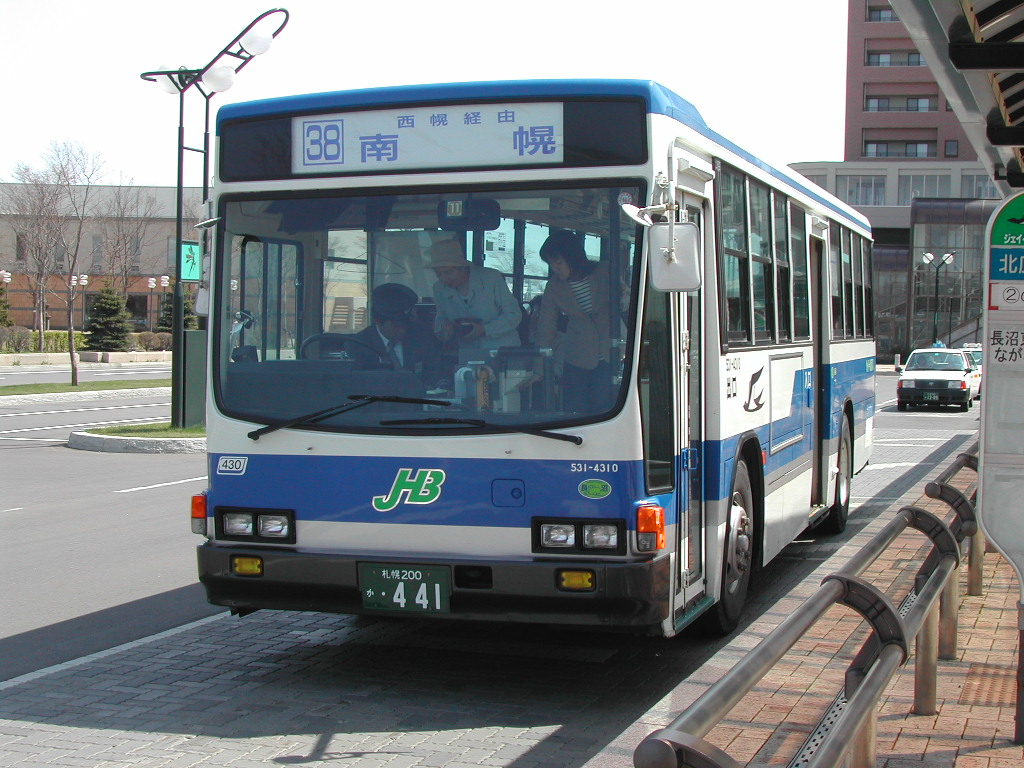
38 南幌行き　531-4310

一方で、長恵線のうち北広島駅 - 恵庭駅の一部区間と中央長沼 - 恵庭駅の一部区間は廃止された（恵庭市内区間は分断された）。恵庭市内区間の案内上の名称は恵庭線（えにわせん）に変更されている。また、2001年（平成13年）からえにわコミュニティバス（ecoバス）の運行の一部（3系統中2系統）を受託している。2003年（平成15年）には長恵線のうち長沼町内郊外路線が長沼町営バスに移管された。2010年（平成22年）12月1日から、えにわコミュニティバスの路線再編（実証運行）による統合により、恵庭線は休止となっている。
2010年（平成22年）現在の長沼線は、国道274号を基軸とし、北広島市郊外部や長沼町・南幌町を主要鉄道駅と連絡する。大谷地駅・北広島駅が主な拠点の駅である。

## 路線

### 長沼線
2023年（令和5年）10月1日現在。
札幌市交通局（札幌市営地下鉄）との連絡運輸（乗継割引）は、大谷地ターミナル（大谷地駅） - 上野幌駅通間、新札幌駅・青葉町2丁目（新さっぽろ駅） - 上野幌駅通間、JR札幌駅（さっぽろ駅） - 時計台前（大通駅）間で適用。乗継割引に関する概要は札幌市営地下鉄#乗継割引を参照。
北広島線

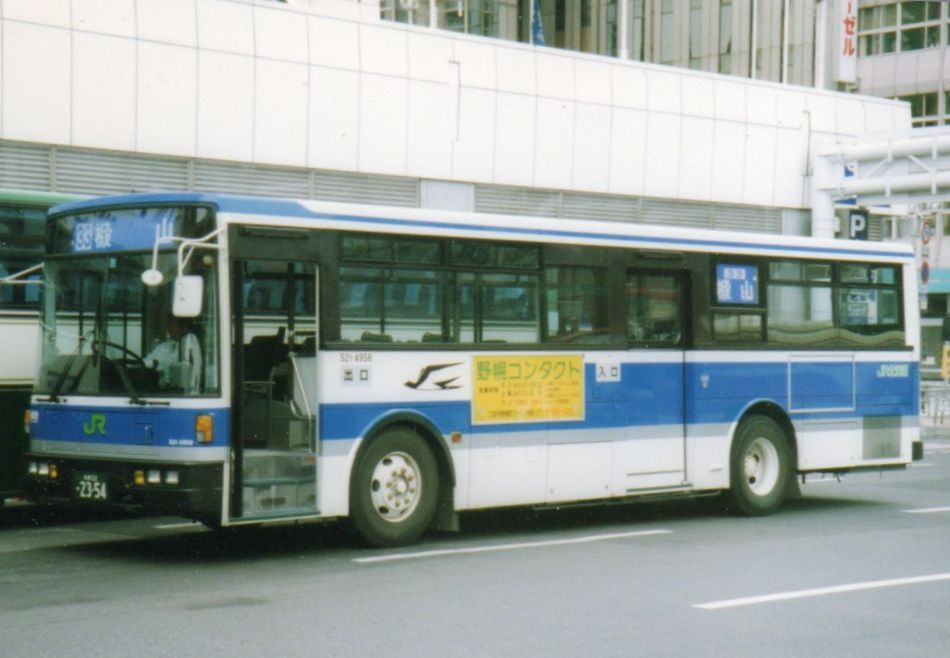
JR札幌駅で待機中の椴山行 521-4956

- 新33：新札幌駅 - 青葉町9丁目 - 上野幌中央 - 上野幌駅通 - 西の里 - 椴山 - 共栄 - 広島市街 - 北広島駅
- 大33：大谷地ターミナル - 南旭町 - 厚別営業所前 - 上野幌中央 - 上野幌駅通 - 西の里 - 椴山 - 共栄 - 広島市街 - 北広島駅
  - 2016年（平成28年）4月1日、大谷地ターミナル - 椴山系統廃止[5]。
  - 2016年（平成28年）4月1日、33 JR札幌駅 - 椴山系統を廃止しJR札幌駅 - 北広島駅のみとする[5]。新33 新札幌駅 - 椴山系統を北広島駅まで延伸[5]。
  - 2020年（令和2年）4月1日、新33、33系統廃止[6]。
  - 2023年（令和5年）10月1日、新33系統再開設[7]。
  - 大34 長沼線、大35 南幌線の大谷地ターミナル - 北広島駅間も同経路。

- 32：JR札幌駅（札幌駅バスターミナル）→時計台前→釣橋→大谷地ターミナル→南旭町→厚別営業所前→上野幌中央→上野幌駅通→西の里→北広島西高校
  - JR札幌駅 - 釣橋（ - 大谷地ターミナル）間は、空知線「新札幌線」を参照。
  - 2020年（令和2年）4月1日、32新設[6]。

新札幌西の里線
- 循環新32：新札幌駅（新札幌バスターミナル） - 青葉町2丁目 - 青葉町9丁目 - 厚別南7丁目 - 上野幌駅通 - 西の里（→北広島西高校→西の里学校通→西の里）
  - 2020年（令和2年）4月1日、循環新32新設[6]。

長沼線

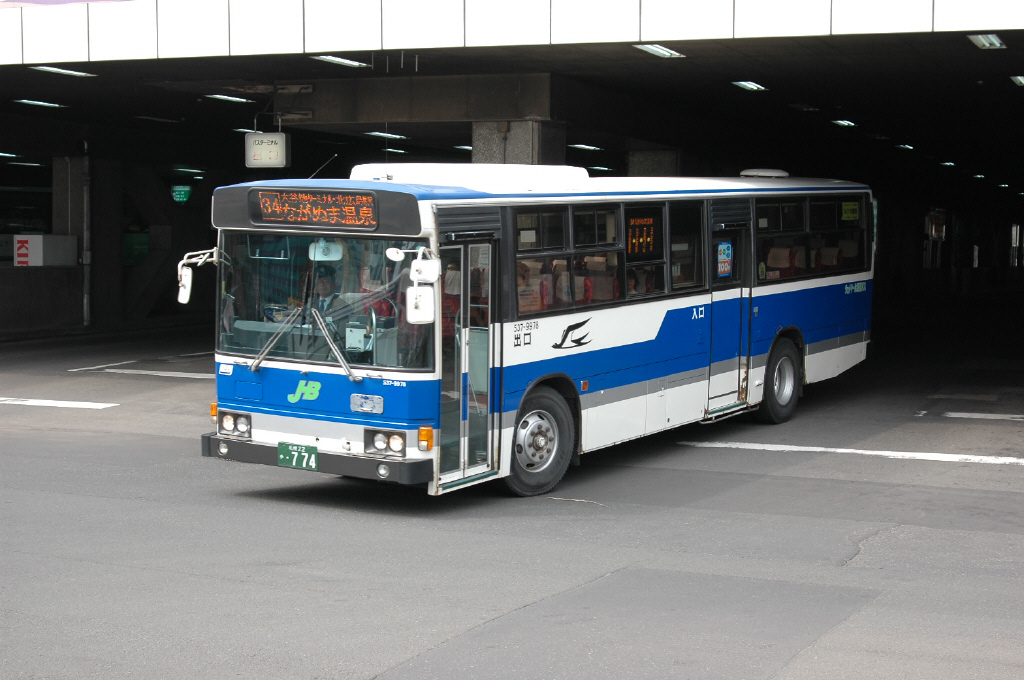
34 ながぬま温泉行き　537-997

- 大34：大谷地ターミナル - 北広島駅 - （広34と同経路） - 長沼東町 - ながぬま温泉
  - 大谷地ターミナル - 長沼東町の区間便あり。
  - 2007年（平成19年）4月1日、34 JR札幌駅 - 長沼東町・ながぬま温泉系統廃止[8]。
  - 2008年（平成20年）夏ダイヤより、大37 大谷地ターミナル - ユンニの湯系統休止。
- 新34：新札幌駅（新札幌バスターミナル）←青葉町2丁目←青葉町9丁目←厚別南7丁目←上野幌駅通←西の里←椴山←共栄←広島市街←北広島駅←（広34と同経路）←長沼東町←ながぬま温泉
- 広34：北広島駅 - 朝日町6丁目 - 東共栄 - 千歳橋 - 西長沼 - 稲穂 - 中央長沼 - 長沼町役場 - 長沼東町 - ながぬま温泉
  - 北広島駅 - 長沼東町の区間便あり。
- 広36：北広島駅→（広34と同経路）→長沼東町→長沼高校前
  - 2017年（平成29年）4月1日、大36 大谷地ターミナル→長沼高校前系統廃止[9]。

南幌線
2010年（平成22年）10月1日、南幌町内の経路を変更し、終点を「南幌」から「南幌ビューロー」に変更。
- 大35：大谷地ターミナル - 北広島駅 - 広島市街 - 共栄 - 裏の沢 - 北の里牧場前 - 夕張太 - 暁 - 空知大野 - 南幌町立病院 - 南幌町役場 - 南幌ビューロー
- 広37：北広島駅 - （大35と同経路） - 南幌ビューロー
  - 2018年（平成30年）4月1日、広37新設。同日に大38（大谷地ターミナル - 西幌 - 南幌ビューロー）廃止[11]。
  - 2024年（令和6年）12月1日、広38（北広島駅 - 西幌 - 南幌ビューロー）廃止[12]。

### 担当営業所
本項に記述したすべての系統を北広島営業所が担当。北広島線と新札幌西の里線は厚別営業所も担当する。ほか、他営業所が主担当の系統を運行する場合などもある。
各系統、主に長沼営業所が担当していたが、2022年（令和4年）4月1日に新設された北広島営業所へ移管、閉所となった。

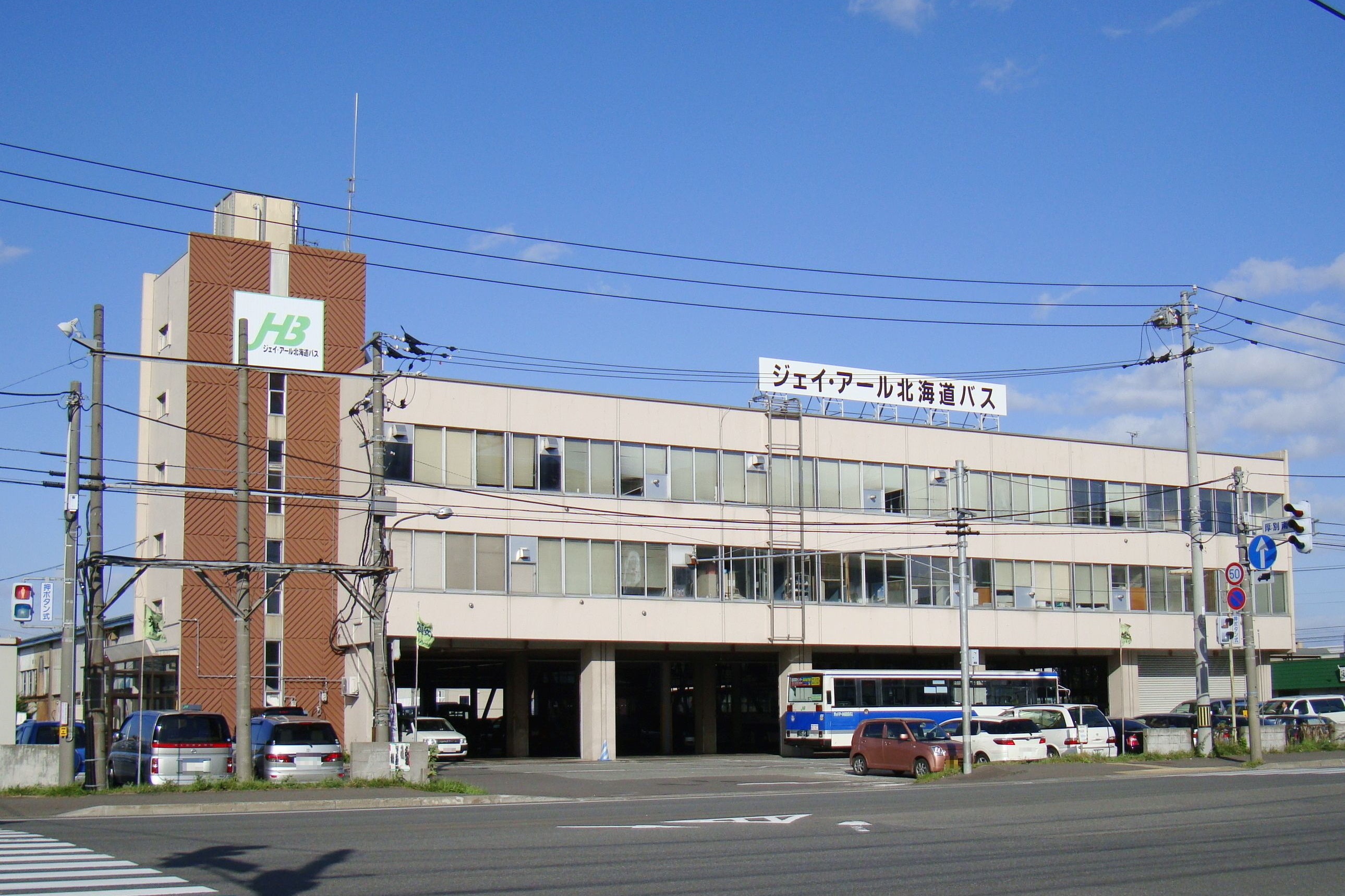
厚別営業所
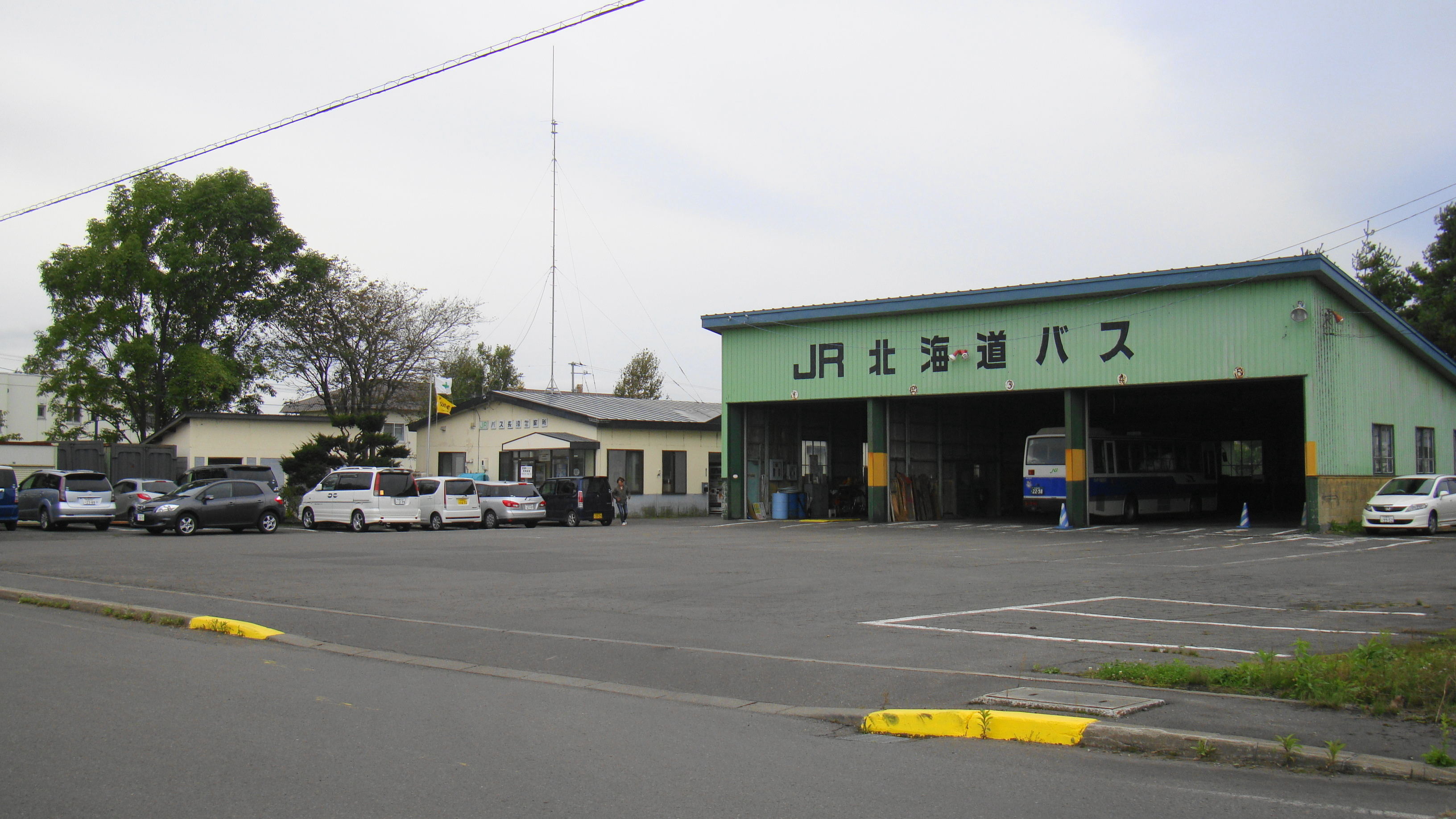
長沼営業所（2022年3月31日をもって閉所）
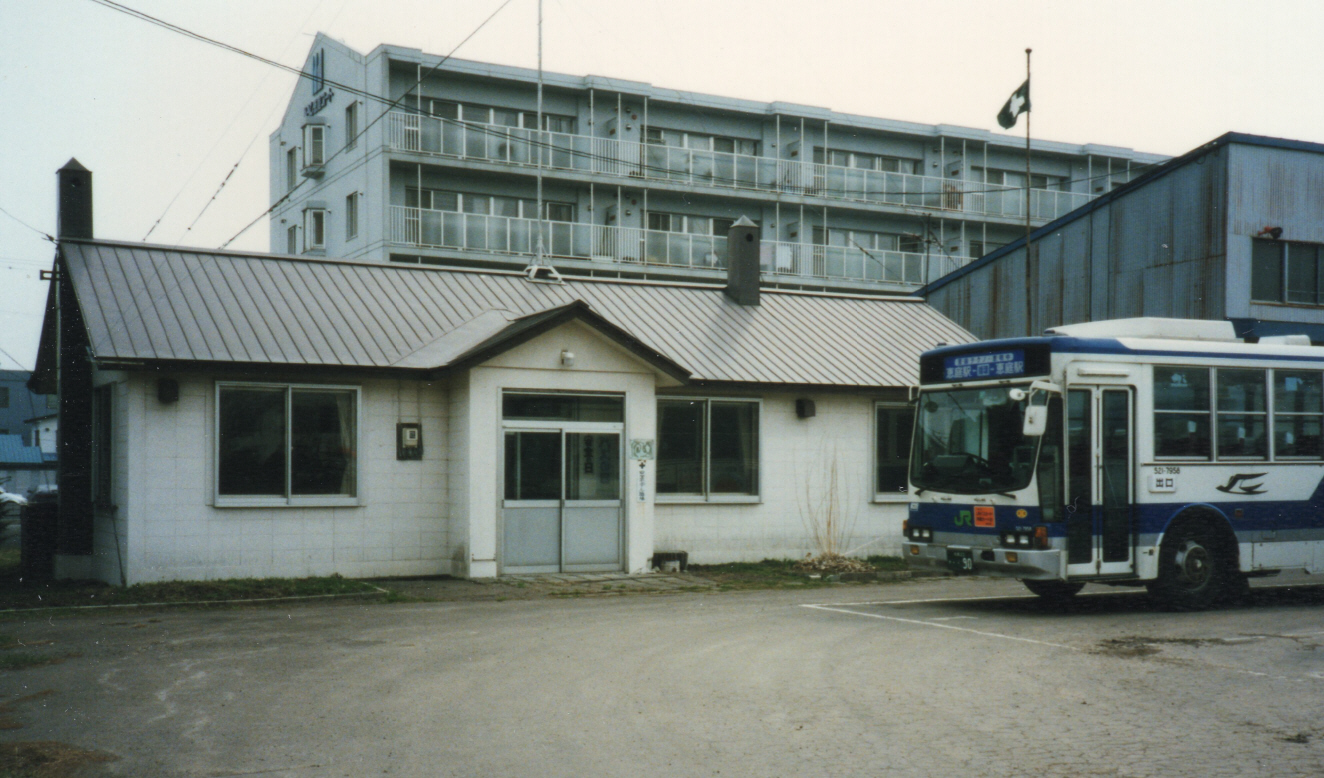
恵庭支所（閉所）

## 主な休廃止路線・系統
長沼線

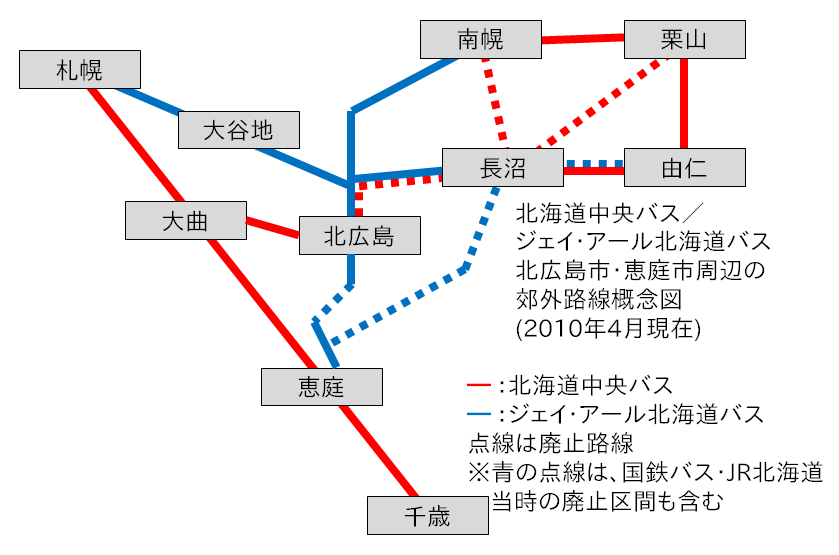
北海道中央バス／ジェイ・アール北海道バスの、北広島市・恵庭市周辺の郊外路線概念図（2010年4月現在）

- 札幌駅 - 北広島駅 - 南の里 - 恵庭駅

空知線
- 江別駅 - 野幌駅 - 北広島駅 - 南の里 - 恵庭駅
  - 2000年（平成12年）4月1日、南の里以遠廃止[15]。以降の江別駅 - 北広島駅 - 南の里については、空知線「共栄線」を参照。

長恵線
- 恵庭駅 - 中恵庭 - 東舞鶴、恵庭駅 - 島松駅 - 東舞鶴
  - 国鉄バス当時に廃止。
- 中央長沼駅 - 東舞鶴 - 南長都
  - 2003年（平成15年）3月1日廃止[16]、長沼町営バスに路線譲渡[17]。中央長沼は1952年（昭和27年）4月に設置された第一種委託駅で、旅客の他に貨物・小荷物も扱う自動車駅だった。

恵庭線
- 恵庭駅 - 大町 - 恵み野駅 - 島松駅
  - 有明町経由に統合。
- 恵庭駅→桜町→恵庭公園前→南高校前→南部隊前（学校登校日の朝に夏季1本・冬季2本運行）
- 恵庭駅 - 漁町 - 有明町 - 恵み野駅 - 恵み野中学校前 - 恵み野野球場前 - 北高校前 - 島松駅
- 恵み野駅 - 恵み野中学校前 - 恵み野野球場前 - 北高校前 - 島松駅（平日1往復のみ運行）
  - 各系統ともえにわコミュニティバスの実証運行開始により、2010年（平成22年）12月1日休止[18][1]。

稲穂町・朝日町循環線
- 北広島駅発着の市内循環線。2000年（平成12年）4月1日廃止[15]。

栗山方面 - 新千歳空港
- 南幌ビューロー・栗山駅・由仁駅 - 新千歳空港
  - 2004年（平成16年）12月15日から2005年（平成17年）3月15日まで試験運行[19]。
- 栗山日赤病院・栗山駅・長沼農協前 - 南千歳駅・新千歳空港
  - 2005年（平成17年）4月29日から同年8月28日までの土曜・日曜・祝日と夏休み期間運行[20]。